# Call Your Girlfriend
Singles de Robyn
Cardiac Arrest
(2011) Never Will Be Mine
(2011)
Pistes de Body Talk
Hang with Me
(7) None of Dem
(9)
Call Your Girlfriend est une chanson de la chanteuse suédoise Robyn, sortie en 2011 en tant que single de son septième album studio, Body Talk. Le titre a atteint la première position du Billboard Hot Dance Club Play.

## Classements musicaux

### Classements hebdomadaires
| Pays             | Hit-Parade (2011)   | Meilleure position | Temps dans le classement |
| ---------------- | ------------------- | ------------------ | ------------------------ |
| Belgique         | Ultratop 50 (Nl)    | 8                  | 5 semaines               |
| Danemark         | Airplay Top-20      | 18                 | 1 semaine                |
| États-Unis       | Hot Dance Club Play | 1                  | inconnu                  |
| Nouvelle-Zélande | Top 40              | 17                 | 10 semaines              |
| Royaume-Uni      | Singles Top 100     | 55                 | 3 semaines               |
| Suède            | Sverigetopplistan   | 43                 | 8 semaines               |

### Classements de fin d'année
Addition des ventes (et/ou des diffusions radio) de l'année entière.
| Pays       | Hit-Parade (2011)   | Position |
| ---------- | ------------------- | -------- |
| États-Unis | Hot Dance Club Play | 31       |

## Reprises
Marie-Mai Bouchard, chanteuse québécoise, a traduit et interprété cette chanson en 2012 (Sans Cri Ni Haine) sur l'album Miroir. Les actrices Camila Mendes et Vanessa Morgan l'ont également reprise dans un épisode de la troisième saison de la série télévisée Riverdale.
En 2020, le chanteur britannique Tom Rosenthal reprend la chanson pour son album de reprises Stop Stealing The Covers!, paru sous son pseudonyme Edith Whiskers.